# Gustavo Díaz Ordaz 3ra. Sección
Gustavo Díaz Ordaz 3ra. Sección är en ort i Mexiko.   Den ligger i kommunen Huimanguillo och delstaten Tabasco, i den sydöstra delen av landet, 600 km öster om huvudstaden Mexico City. Gustavo Díaz Ordaz 3ra. Sección ligger 133 meter över havet och antalet invånare är 316.
Terrängen runt Gustavo Díaz Ordaz 3ra. Sección är kuperad åt sydväst, men åt nordost är den platt. Terrängen runt Gustavo Díaz Ordaz 3ra. Sección sluttar norrut. Runt Gustavo Díaz Ordaz 3ra. Sección är det ganska glesbefolkat, med 38 invånare per kvadratkilometer. Närmaste större samhälle är Rómulo Calzada, 13,0 km sydost om Gustavo Díaz Ordaz 3ra. Sección. Trakten runt Gustavo Díaz Ordaz 3ra. Sección består till största delen av jordbruksmark.